# Kaplica Zbawiciela, św. Teodora z Amasei i Wszystkich Świętych bazyliki archikatedralnej we Fromborku
Kaplica Zbawiciela, św. Teodora z Amasei i Wszystkich Świętych bazyliki archikatedralnej we Fromborku (w skrócie kaplica Zbawiciela, też kaplica Szembeka) – zabytkowa kaplica w bazylice archikatedralnej we Fromborku, w województwie warmińsko-mazurskim, wzniesiona w pierwszej połowie XVIII wieku.

## Historia

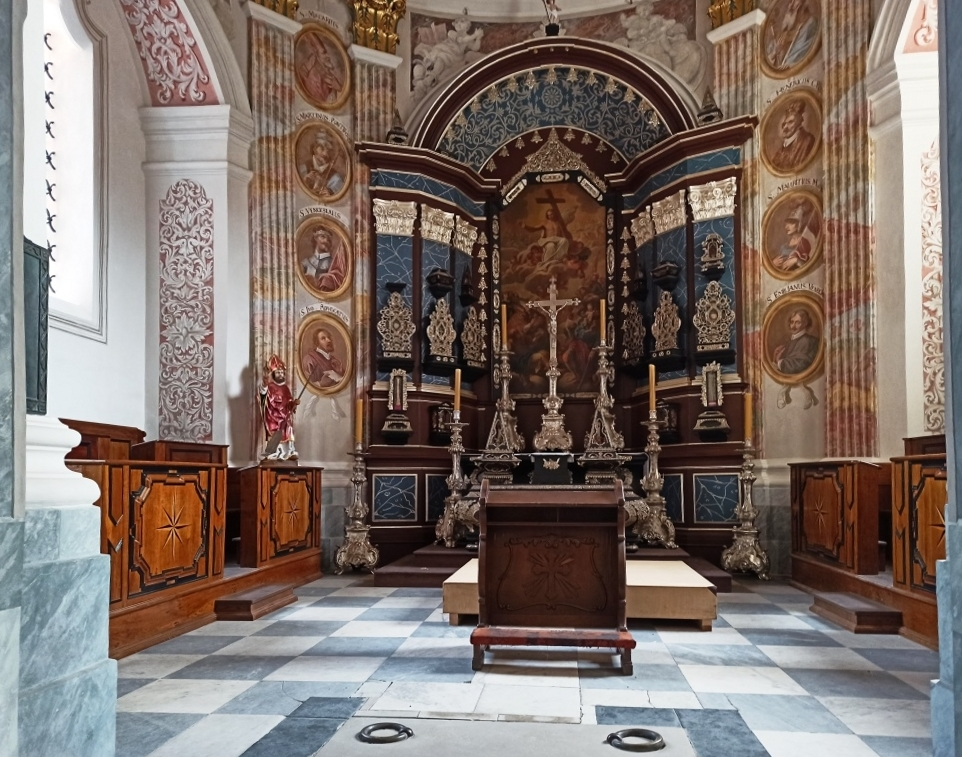
Kaplica Zbawiciela, rok 2020

Kaplica Zbawiciela została dobudowana do katedry w latach 1732–1735 i konsekrowana w 1735 roku.
Jej fundatorem był biskup Krzysztof Szembek, który umieścił w kaplicy kilkadziesiąt relikwii, które przywoził m.in. z rzymskich katakumb. Pod posadzką kaplicy jest krypta, w której znajdują się groby biskupów warmińskich od połowy XIX wieku (wtedy to siedzibę diecezji po ponad 500 latach przeniesiono z Lidzbarka Warmińskiego do Fromborka). Oprócz biskupa Szembeka w krypcie spoczęli kolejni biskupi: Andrzej Stanisław von Hatten, Joseph Ambrosius Geritz, Andreas Thiel, Augustinus Bludau oraz kanonik Aleksy Ossoliński. Ostatni pochówek w krypcie miał miejsce w 1930 roku.
W latach 2010–2014 kaplica została poddana zabiegom konserwatorskim.
W 2017 roku archeolodzy pod kierunkiem prof. Małgorzaty Grupy z Instytutu Archeologii Uniwersytetu Mikołaja Kopernika w Toruniu otworzyli kryptę, aby sprawdzić sposób pochówku duchownych, stan zachowania ich szczątków oraz zweryfikować informacje źródeł historycznych. Odnaleziono wszystkie sześć trumien duchownych, których szczątki były dobrze zachowane.

## Architektura
Kaplica w stylu barokowym, wzniesiona na planie kwadratu ze ściętymi wklęsłymi narożami, zakryta kopułą, na wzór i podobieństwo renesansowej grobowej kaplicy Zygmuntowskiej w Krakowie. Wnętrze kaplicy zabudowane jest na planie koła z czterema niskimi wnękami arkadowymi. Elewacje zewnętrzne ozdobiono pilastrami w narożach, cokołem i szerokim fryzem podokapowym. Kaplica przykryta jest kopułą z latarnią i spłaszczonym hełmem. Pod płytą przy wejściu do kaplicy znajduje się niedostępna krypta grobowa. Wnętrze kaplicy zdobi polichromia późnobarokowa, wykonana po roku 1735 przez artystę warmińskiego Matthiasa (Macieja) Meyera. Nad wejściem znajduje się scena Widzenia św. Teodora z Amasei, na kopule malowidła – Adoracja św. Trójcy przez Wszystkich Świętych i postacie starotestamentowe.